# Collège jésuite de Passau

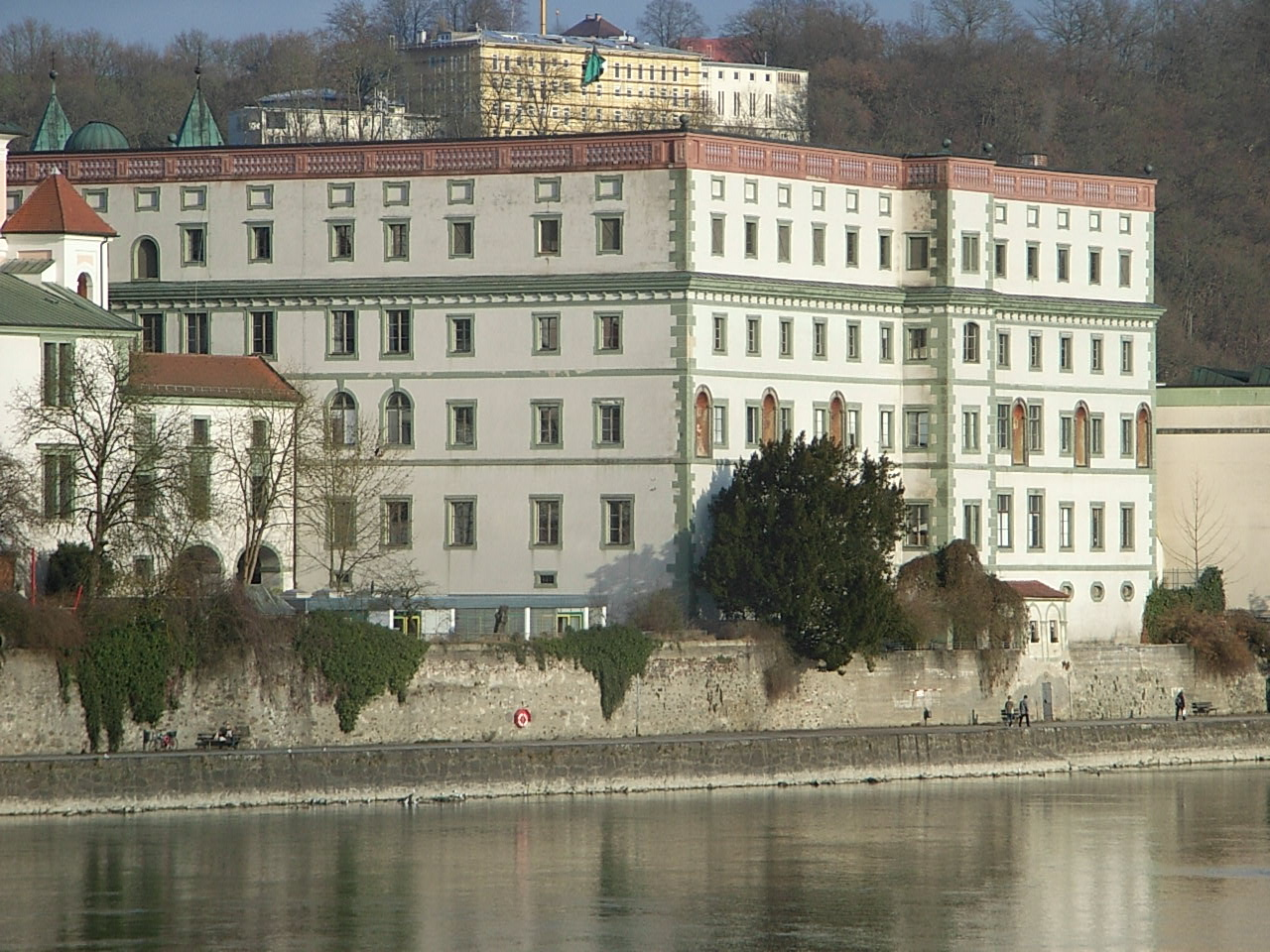
Façade de l'ancien collège jésuite de Passau

Le collège jésuite de Passau (Jesuitenkolleg) était un établissement d'enseignement jésuite dans la ville de Passau, aujourd'hui en Bavière. Depuis la suppression de la Compagnie de Jésus en 1773, c'est désormais un collège-lycée, le Gymnasium Leopoldinum.

## Historique

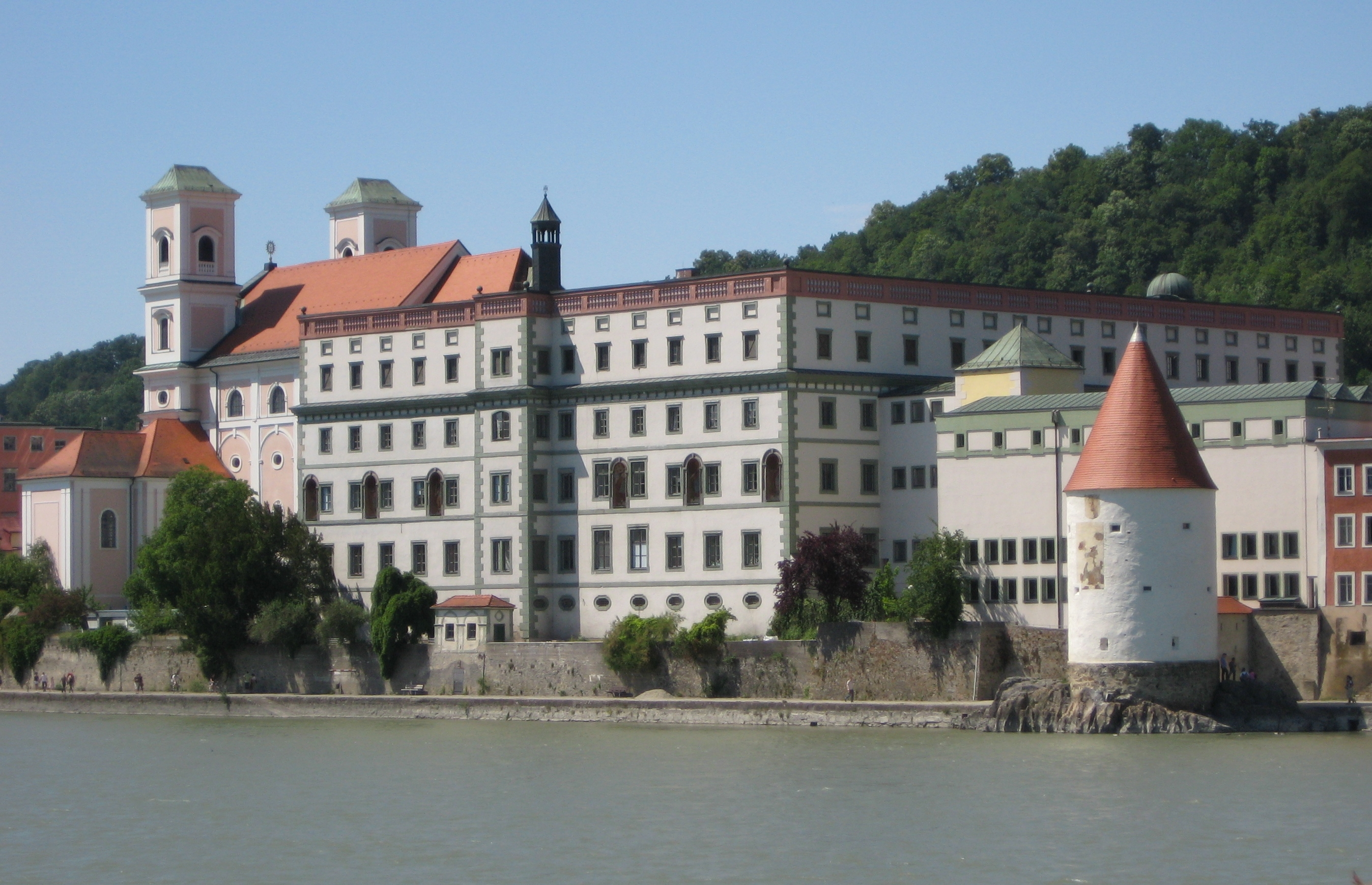
Le bâtiment au bord de la rivière

C'est en 1611 que le prince-évêque de Passau, Léopold d'Autriche, appelle les jésuites. Ceux-ci commandent à leur confrère Johannes Isfording (architecte jésuite originaire de Molsheim en Alsace) la construction en 1613 d'un vaste bâtiment rectangulaire. À l'ouest du bâtiment se trouve l'église jésuite Saint-Michel qui domine l'ensemble de ses tours jumelles.
Le collège est à la fois établissement d'enseignement pour les jeunes gens (Gymnasium) et en même temps séminaire pour le diocèse. Le collège est endommagé par un incendie en 1662.
L'intérieur est décoré dans le goût baroque avec par exemple des stucs dans le salon princier (Fürstenzimmer) du rez-de-chaussée de la main des stucateurs de l'école des Carlone. Les façades de la cour intérieure sont décorées de fresques dans le genre de la Renaissance flamande, ainsi que d'un buste du prince-évêque Léopold et du gouverneur général Léopold-Guillaume d'Autriche. Les jésuites ont été responsables de la formation des clercs de la principauté jusqu'en 1773. Le collège abrite aujourd'hui un Gymnasium prestigieux.
Actuellement la formation théologique et philosophique des séminaristes du diocèse se déroule à l'université de Passau. L'édifice baroque de l'autre côté de la rue qui abritait le noviciat jésuite accueille maintenant la bibliothèque de la ville.
Une exposition permanente de recueils et de manuscrits se tient dans l'ancien réfectoire, dont la Bible de Vornbach, datant de 1421.

## Voir aussi

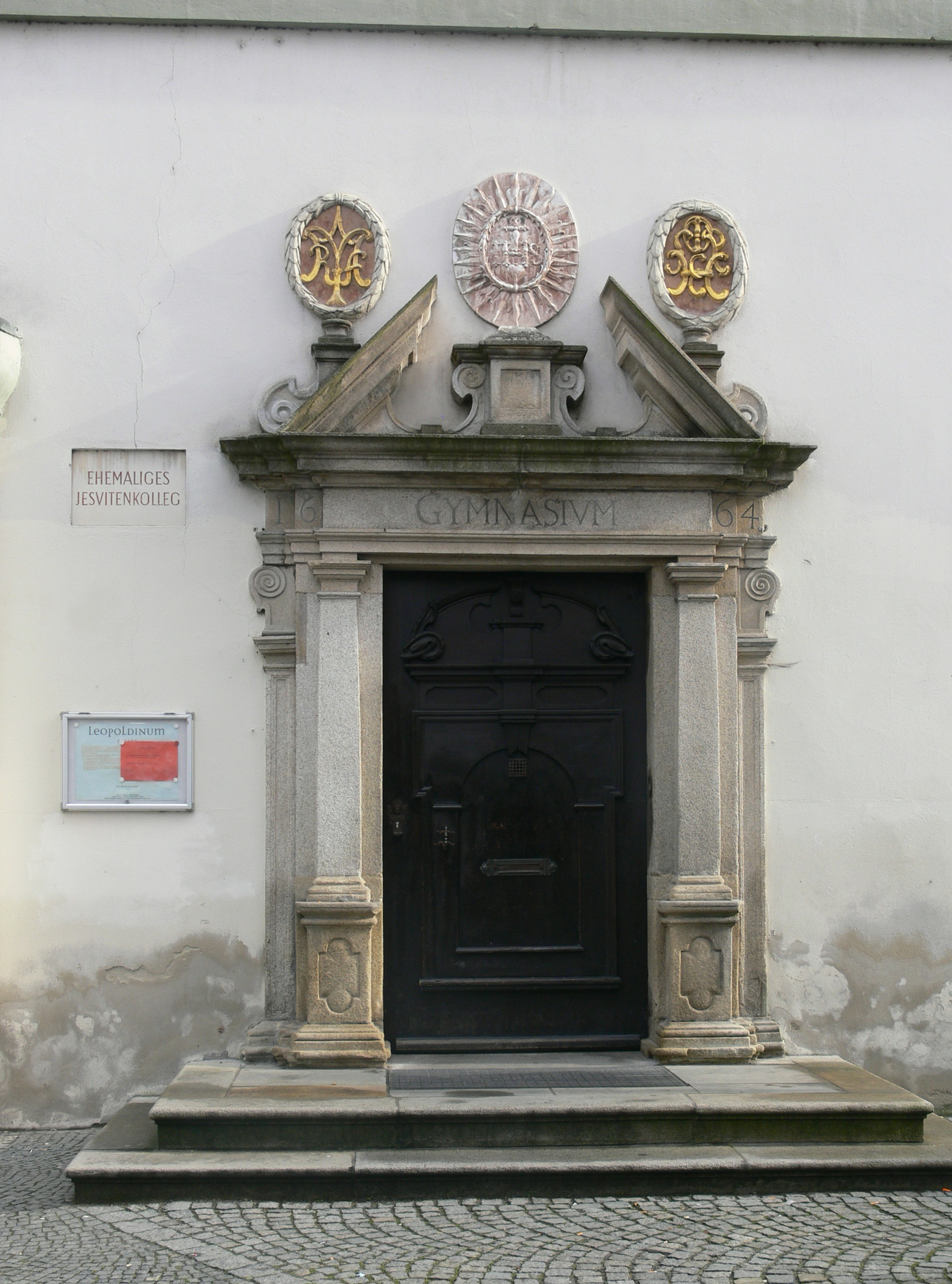
Portrail de l'ancien Gymnasium jésuite

## Source
- (de) Cet article est partiellement ou en totalité issu de l’article de Wikipédia en allemand intitulé « Jesuitenkolleg Passau » (voir la liste des auteurs).